# اچ‌نوام‌اس ولکیرن (ای۵۳۵)

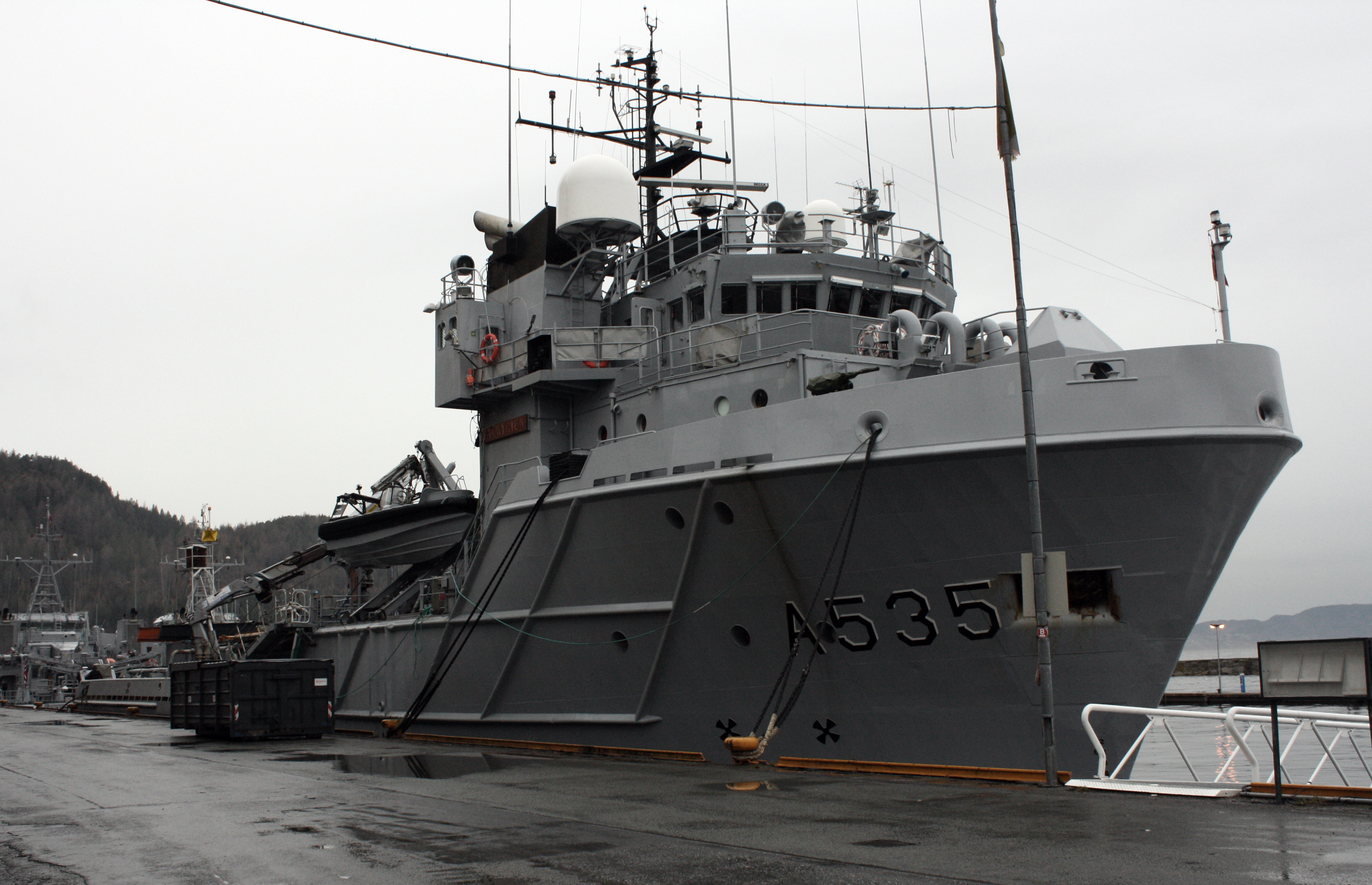
اچ‌نوام‌اس ولکیرن (ای۵۳۵)

اچ‌نوام‌اس ولکیرن (ای۵۳۵) (به انگلیسی: HNoMS Valkyrien (A535)) یک کشتی است که طول آن ۶۸ متر (۲۲۳ فوت) می‌باشد. این کشتی در سال ۱۹۸۱ ساخته شد.